# Сицилианецът (филм)
„Сицилианецът“ (на английски: The Sicilian) е американски екшън филм от 1987, базиран на едноименния роман на Марио Пузо. Филмът излиза през 1987 г. и е режисиран от Майкъл Чимино. В ролята на Салваторе Джулиано е Кристоф Ламбер.

## Сюжет
Джулиано е млад сицилианец, който краде от богатите и раздава на бедните, които го приветстват като свой спасител. С нарастването на неговата популярност расте и неговото самочувствие. Неизбежно настъпва моментът, в който Джулиано решава, че е станал по-могъщ от своя покровител – шефа на мафията дон Марио Кроче. В отговор донът организира убийството на високомерното парвеню, убеждавайки неговия братовчед и най-близък приятел да сложи край на живота му. Книгата и филмът са по истински случай.